# 제1미사일방어여단
제1미사일방어여단(第一미사일防禦旅團, 영어: 1st Air Defense Missile Brigade)은 방공작전·통제 임무를 수행하는 대한민국 공군의 공군미사일방어사령부 예하 여단이다. 본부는 대구광역시 수성구에 주둔하고 있으며 영남 지방, 호남 지방의 방공 임무를 수행한다.

## 연혁[2]
- 1955년 5월 12일: 육군 제1고사포병여단 창설
- 1966년 6월 14일: 제1방공포병여단 개편
- 1991년 7월 1일: 공군 제1방공포병여단 창설 (전군)
- 2008년 10월 27일: 수성 패트리어트 포대 창설
- 2009년 2월: 대구 패트리어트 포·정비대 창설
- 2014년 1월: 제1방공유도탄여단 명칭 변경
- 2015년 9월: 국산 지대공 미사일인 '천궁' 전력화
- 2019년 12월: 111대대·133대대 재창설

- 2021년 7월 5일: MIM-23 호크 퇴역[3]
- 2022년 4월: 제1방공유도탄여단에서 제1미사일방어여단으로 명칭 변경

## 편제
- 여단 본부
- 제111대대; 2019년 12월 ~ 현재
- 제133대대; 2019년 12월 ~ 현재